# NGC 7520
NGC 7520 este o galaxie spirală situată în constelația Vărsătorul. A fost descoperită în 1876 de către Ernst Wilhelm Tempel. Se află la o distanță de 104,71 megaparseci de Pământ.